# 12005 Delgiudice
12005 Delgiudice è un asteroide della fascia principale. Scoperto nel 1996, presenta un'orbita caratterizzata da un semiasse maggiore pari a 3,1719714 UA e da un'eccentricità di 0,1613343, inclinata di 10,90614° rispetto all'eclittica.